# Phool Nagar
Phool Nagar, Phulnagar ou anciennement Bhai Pheru (en ourdou : پهُولنگر) est une ville pakistanaise, située dans le district de Kasur, dans le nord de la province du Pendjab.
La ville est desservie par la nationale no 5, qui la relie à Lahore se situant à moins de soixante kilomètres. Elle est également proche de la forêt Changa Manga. La ville a été renommée en durant les années 2000 en l'honneur de Rana Phool Muhammad Khan, un homme politique local, ayant notamment représenté la ville en tant que député de l'Assemblée provinciale du Pendjab durant les années 1970 et 1980.
La population de la ville a été multipliée par près de cinq entre 1972 et 2017, passant de 19 404 habitants à 92 729. Entre 1998 et 2017, la croissance annuelle moyenne s'affiche à 2,7 %, supérieure à la moyenne nationale de 2,4 %. En 2023, la population de la ville monte à 114 530 habitants.
|            | 1972 (rec.) | 1981 (rec.) | 1998 (rec.) | 2017 (rec.) | 2023 (rec.) |
| ---------- | ----------- | ----------- | ----------- | ----------- | ----------- |
| Population | 19 404      | 30 140      | 56 113      | 92 729      | 114 530     |